# Callithrix manicorensis
Callithrix manicorensis är en primat i släktet silkesapor som förekommer i Sydamerika. Den tillhör undersläktet Mico som ibland godkänns som självständigt släkte. Arten listas inte av IUCN. Populationen infogas där i Callithrix marcai.
En upphittad inte fullvuxen individ hade en kroppslängd av 160 mm, en svanslängd av 270 mm och en vikt av 135 g. Denna silkesapa är nära släkt med silverapan. Den har gråaktig päls på ovansidan med några otydliga mörkare strimmor. Övre armarna, övre låren och huvudets topp är täckta av ljusgrå päls. På ansiktet och på öronen finns bara glest fördelade hår och huden där är ljus, ibland med mörkare fläckar. Kännetecknande är en mörk strimma på näsan. På undersidan förekommer oftast vit päls eller päls med ljusgrå färg. På nedre låren och andra delar av bakbenens utsida finns orangebrun päls. Den långa svansen är svartaktig.
Denna silkesapa förekommer vid Rio Aripuanã och Rio Manicoré i Amazonområdet. Arten lever i ursprungliga skogar och andra skogar med fast mark. Den besöker även odlingsmark för kautschuk (Hevea brasiliensis), paranöt (Bertholletia excelsa) och arter av kakaosläktet (Theobroma).